# Teletype Modell 33

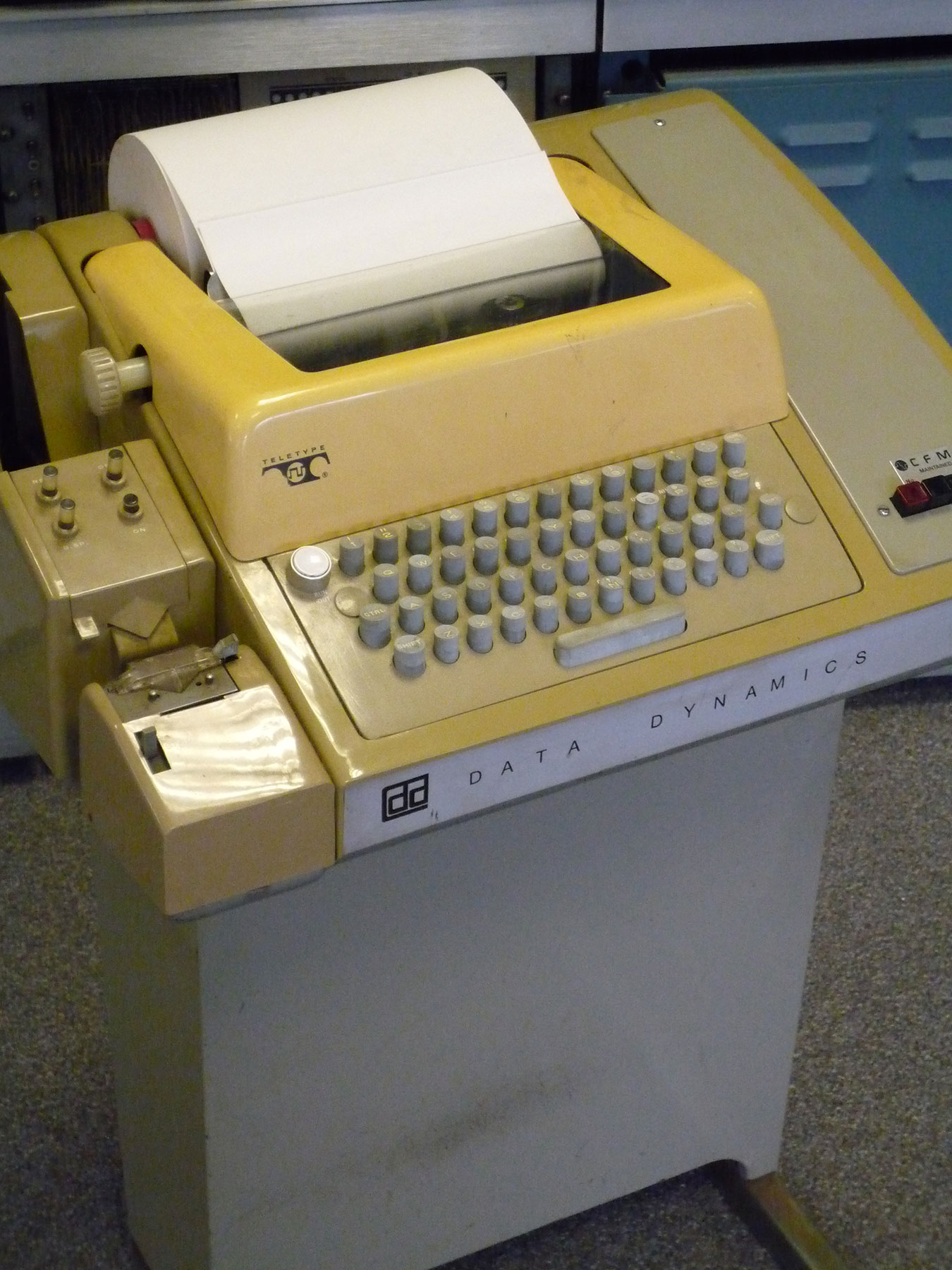
Teletype Model 33 ASR mit Lochstreifenstanzer und -leser

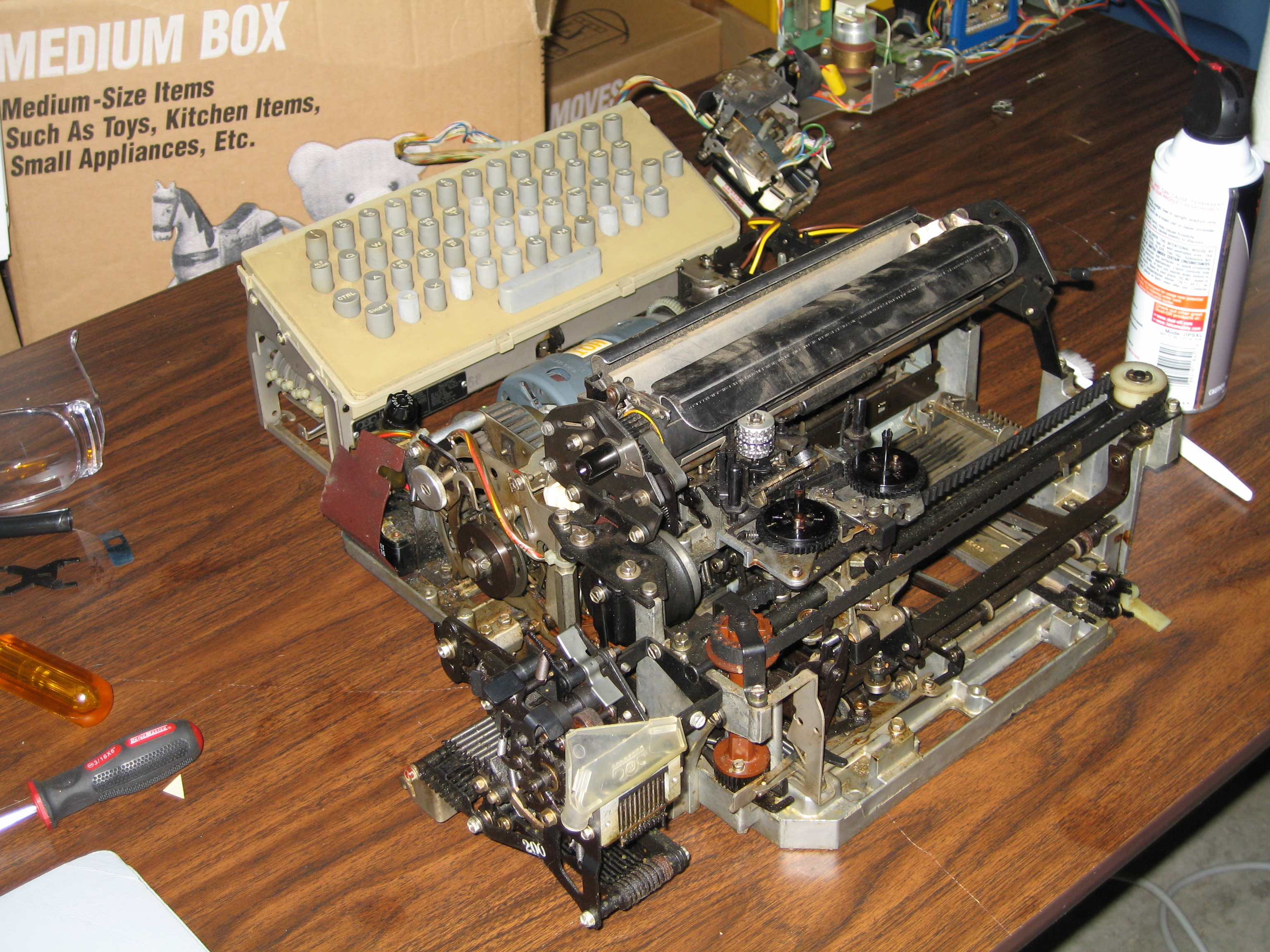
Innerer Aufbau eines ASR-33-Fernschreibers

Das Teletype Modell 33 war ein von der Teletype Corporation um 1963 eingeführter und noch bis 1981 produzierter Fernschreiber. Er war eine vereinfachte und preiswertere Version des Hochleistungsfernschreibers Modell 35.
Unter Benutzern, teilweise sogar in der Dokumentation von Computerherstellern wie Digital Equipment Corporation (DEC) oder im Vertrieb beispielsweise durch Micro Instrumentation and Telemetry Systems wurde das Modell von der Herstellerbezeichnung abweichend als ASR-33 bezeichnet. Eigentlich steht das Buchstabenkürzel ASR nur für eine von insgesamt drei Varianten, in denen das Teletype Modell 33 erhältlich war:
- 33 ASR, (Automatic Send and Receive): Vollausstattung für Senden und Empfangen mit Tastatur, sowie eingebautem Lochstreifenleser und -locher
- 33 KSR (Keyboard Send and Receive): Mit Tastatur, aber ohne Lochstreifenleser und -locher
- 33 RO (Receive Only): Nur für den Empfang, daher ohne Tastatur, Lochstreifenleser und -locher

Der Druckmechanismus verwendete einen zylindrischen Typenkopf auf einem beweglichen Schlitten. Damit konnten zehn Zeichen pro Sekunde gedruckt werden. Dafür standen die Zeichen des ASCII-Zeichensatzes zur Verfügung. Auch der 8-Loch-Lochstreifenleser und -locher der Variante ASR arbeitete mit einer Geschwindigkeit von zehn Zeichen pro Sekunde.

## Historische Bedeutung
- ASCII wurde erstmals 1963 als 7-Bit-Fernschreibcode für das Teletypewriter eXchange TWX-Netz von American Telephone & Telegraph mit Teletype Model 33-Fernschreibern kommerziell genutzt.
- Die Teletype Model 33-Serie war einflussreich für die Entwicklung und Interpretation von ASCII-Codezeichen. Insbesondere die Maschinenzuweisungen des Teletype Model 33 für die Codes 17 (Control-Q, DC1, auch bekannt als XON) und 19 (Control-S, DC3, auch bekannt als XOFF) wurden zu De-facto-Standards.
- Die Programmiersprache BASIC wurde für das Schreiben und Bearbeiten auf einem langsamen Teletype Model 33 entwickelt. Die langsame Geschwindigkeit des Teletype Model 33 beeinflusste die Benutzeroberfläche von Minicomputer-Betriebssystemen, einschließlich UNIX.
- Auf einem Teletype Model 33 machte Bill Gates seine ersten Erfahrungen mit dem Computer.
- 1965 experimentierten die Psychologieprofessoren Patrick Suppes und Richard C. Atkinson von der Stanford University im Rahmen eines Pilotprogramms für computergestützten Unterricht mit dem Einsatz von Computern, um Grundschülern im Palo Alto Unified School District in Kalifornien und anderswo über Teletypes und akustische Modems Arithmetik- und Rechtschreibübungen zu vermitteln.
- Im Jahr 1971 wählte Ray Tomlinson das @-Symbol auf seiner Teletype Model 33 ASR-Tastatur für die Verwendung in E-Mails aus.
- Die seriellen Schnittstellen in Unix und Linux heißen „/dev/tty...“, was eine Abkürzung für „Teletype“ ist.